# Образ книги
Образ книги — международный конкурс книжной иллюстрации и дизайна. Ежегодно проводящийся в России профессиональный конкурс для художников-иллюстраторов и дизайнеров книги.

## История
Ежегодный книжный конкурс  «Образ книги» проводится в Москве с 2008 года, традиционно в начале лета; с 2017 года — он проходит в международном формате (англ. Image of the Book). Название до 2017 года — Всероссийский конкурс книжной иллюстрации и дизайна «Образ книги».
Учрежден Федеральным агентством по печати и массовым коммуникациям совместно с отделением «Книжная графика» Ассоциации художников графических искусств Московского союза художников.
К участию допускаются осуществлённые работы художников-иллюстраторов и дизайнеров из всех стран мира: изданные книги и опубликованные серии иллюстраций, созданные за последний год. Так же к участию в конкурсе допускаются неоубликованные творческие работы. Выдвижение претендентов на конкурс производится издательствами и издающими организациями, творческими союзами, редакциями профильных газет и журналов, художниками-графиками. Основная задача Международного конкурса «Образ книги» — поощрить высокохудожественные иллюстрации и книжный дизайн.
Торжественная церемония награждения проходит, как правило в стенах ЦВЗ Манеж, в рамках Московской международной книжной выставки-ярмарки.
Конкурс не подразумевает денежного содержания, победители награждаются дипломами. Председатель жюри конкурса «Образ Книги» заслуженный художник России Анастасия Архипова
Автор статуэтки Гран-при для номинации «Явление» художник Андрей Бисти.

## Номинации
Номинации конкурса охватывают весь спектр художественного оформления книги.
- Иллюстрации к произведениям художественной литературы.
- Иллюстрации к произведениям для детей и юношества.
- Лучшие иллюстрации к нон-фикшн.
- Дизайн книги. Рассматриваются работы художников-дизайнеров, претендующие на лучшую концепцию оформления отдельной книги или серии книг.
- Авторская книга. Работы, в которых художник — автор всего (идеи, текста и иллюстраций).
- Новые имена в книжной иллюстрации. Для молодых художников до 35 лет.
- Электронная книга. Дизайн ЭК.
- Книга художника. Уникальные малотиражные книжные издания.
- Явление. Гран-при — получает работа новаторски продолжающая традиции русского искусства, являеющаяся произведением высокого художественного уровня и профессионального мастерства.

## Призеры (выборочно)
Никита Андреев (2024), Михаил Бычков (2024), Надежда Бугославская (2024), Борис Непомнящий (2024), Игорь Гурович (2024), Борис Трофимов (2024), Анна Десницкая (2024), Ольга Фадеева (2024), Алексей Бобрусов (2023, 2022, 2013), Виктор Гоппе (2022), Михаил Гавричков (2024), Денис Трусевич (2023), Дмитрий Мордвинцев (2023), Валерий Корчагин (2024, 2018), Иннокентий Келейников (2023), Алексей Парыгин (2024, 2023, 2022), Андрей Суздалев (2022), Евгений Стрелков (2022), Оксана Салыкина (2023), Хамид Савкуев (2024), Наталья Бисти (2023), Андрей Рыбаков (2023), Полина Плавинская (2023), Борис Забирохин (2023, 2022), Александра Анюхина (2024, 2023), Алиса Юфа (2024, 2023, 2022), Антон Ломаев (2024, 2022), Михаил Погарский (2024, 2021), Дьулустан Бойтунов (2019), Пётр Перевезенцев (2024, 2022, 2017), Михаил Карасик (2017), Давид Плаксин (2017), Екатерина Посецельская (2023, 2017), Михаил Верхоланцев (2014), Игорь Олейников (2013, 2015), Олег Михайлов (2013), Борис Трофимов (2010, 2011), Сергей Любаев (2024, 2011, 2012, 2014, 2017, 2018), Эдуард Кочергин (2010), Юрий Люкшин (2010), Ирина Петелина (2010), Мария Зайцева (2024), Светозар Остров (2010), Владимир Семенихин (2009), Валерий Траугот (2009), Денис Гордеев (2008, 2013) и другие.